# Campylocera varipennis
Campylocera varipennis är en tvåvingeart som beskrevs av Charles Howard Curran 1928. Campylocera varipennis ingår i släktet Campylocera och familjen Pyrgotidae.
Artens utbredningsområde är Kongo. Inga underarter finns listade i Catalogue of Life.